# Церква Різдва Пресвятої Богородиці (Урожайне)
Церква Різдва Пресвятої Богородиці в Урожайному — парафія і храм греко-католицької громади Мельнице-Подільського деканату Бучацької єпархії Української греко-католицької церкви в селі Урожайне Чортківського району Тернопільської области.

## Історія церкви
Церква Різдва Пресвятої Богородиці — кам'яна, крита оцинкованою бляхою, збудована в 1854 році. Поруч стоїть дзвіниця. Храм пережив обидві світові війни з незначними пошкодженнями, після чого проводилися реконструкції.
До 1946 року церква була дочірньою і належала до греко-католицької парафії села Дзвинячка. З 1946 по 1961 рік парафія перебувала в юрисдикції РПЦ.
З 1961 по 1989 рік церква була закрита державною владою. Наприкінці 1989 року парафія і храм повернулися в лоно УГКЦ.
При парафії діють:
- Братство «Апостольство молитви».
- Марійська дружина.
- Вівтарна дружина.

На території села є дві каплички і чотири придорожні хрести.

## Парохи
- о. Микола Сус (з 15 січня 1980).